# 歐邁尼斯柱廊
37°58′14″N 23°43′34″E / 37.9706°N 23.7260°E

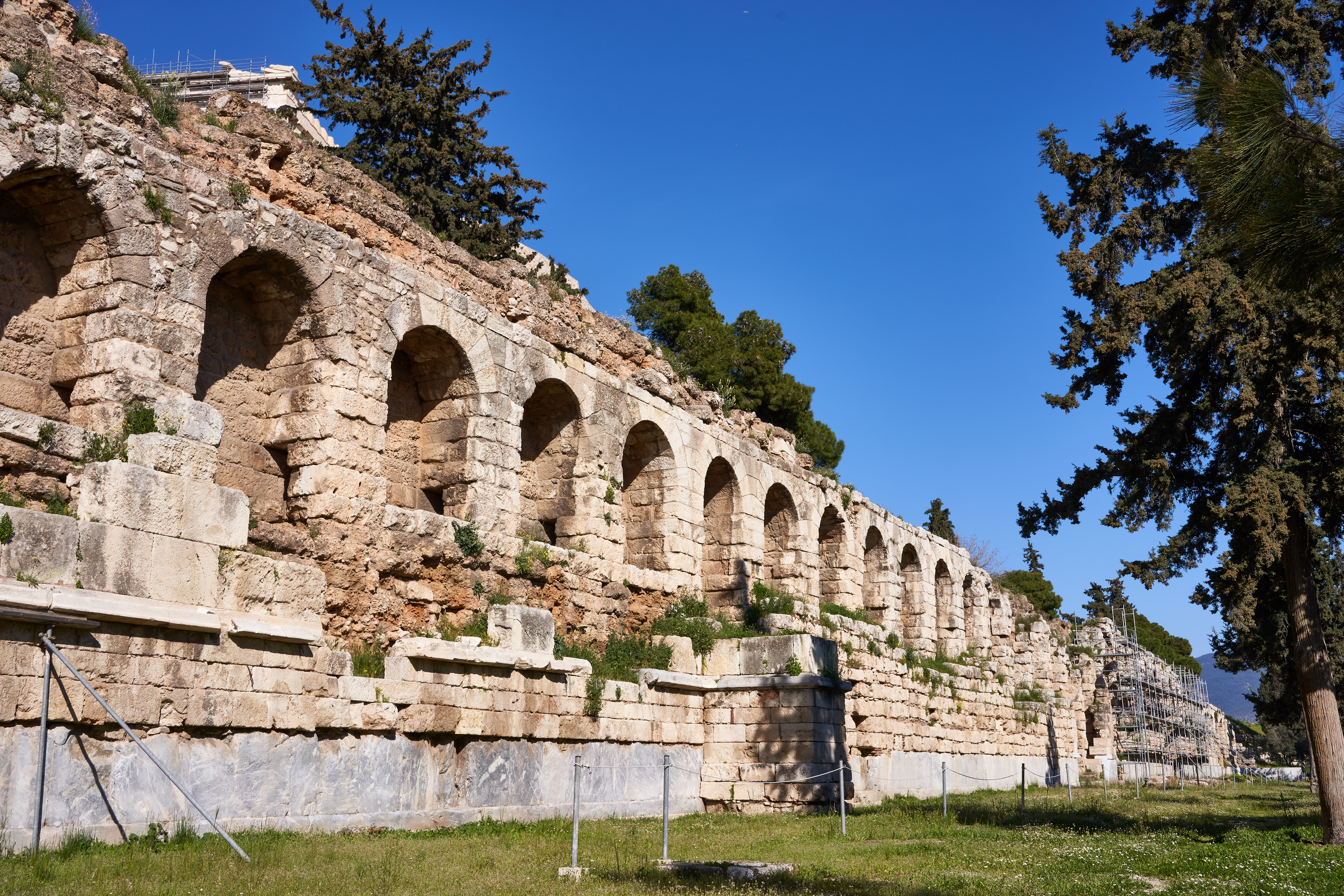
歐邁尼斯柱廊

歐邁尼斯柱廊是古希臘遺址之一，位於雅典衛城南坡，狄俄倪索斯劇場和希羅德·阿提庫斯劇場之間，由歐邁尼斯二世在西元前160年時捐贈給雅典。1877年至78年，雅典考古學會發現了這座遺跡。